# Sarīn Dīzaj
Sarīn Dīzaj (persiska: سرین دیزج) är en ort i Iran.   Den ligger i provinsen Östazarbaijan, i den nordvästra delen av landet, 500 km väster om huvudstaden Teheran. Sarīn Dīzaj ligger 1 286 meter över havet och antalet invånare är 872.
Terrängen runt Sarīn Dīzaj är platt åt nordväst, men åt sydost är den kuperad. Terrängen runt Sarīn Dīzaj sluttar västerut. Runt Sarīn Dīzaj är det tätbefolkat, med 459 invånare per kvadratkilometer. Närmaste större samhälle är Īlkhchī, 8,3 km öster om Sarīn Dīzaj. Trakten runt Sarīn Dīzaj består i huvudsak av gräsmarker.